# Советский район (Кировская область)
Сове́тский райо́н — административно-территориальная единица (район) и муниципальное образование (муниципальный район) на юго-западе Кировской области России.
Административный центр — город Советск.

## География
Площадь района составляет 2330 км² (по другой оценке — 2411 км²). Район на западе граничит с Арбажским и Пижанским районами Кировской области, на востоке — с Нолинским и Лебяжским, на севере — с Верхошижемским районом, на юге — с Республикой Марий Эл.
Основные реки — Вятка, Пижма, Немда. Запасы леса в  районе составляют более 100 тыс. га.

## История
В составе Российской империи (конец XVII века — XX век) территория входила в состав Яранского и Уржумского уездов.
Советский район был образован постановлением ВЦИК РСФСР от 10 июня 1929 года в составе Котельнического округа Нижегородского края. В него вошла часть территории Яранского уезда Вятской губернии, которая в 1918—1924 годах образовывала Советский уезд. С 1934 года район — в составе Кировского края, а с 1936 года — в Кировской области. В 1959—1967 годах в состав района входили территории упразднённых Лебяжского, Арбажского и Пижанского районов.
С 1 января 2006 года согласно Закону Кировской области от 07.12.2004 № 284-ЗО на территории района образованы 12 муниципальных образований: 1 городское и 11 сельских поселений.
28 апреля 2012 года Колянурское сельское поселение и Мушинское сельское поселение объединены в Колянурское сельское поселение с административным центром в селе Колянуре.
Законом Кировской области от 5 марта 2014 года № 389−ЗО, вступившим в силу 1 апреля 2014 года, Зашижемское сельское поселение и Прозоровское сельское поселение объединены в Зашижемское сельское поселение с административным центром в селе Зашижемье..

## Население
| 1939    | 1959    | 1970    | 1979    | 1989    | 2002    | 2009    | 2010    | 2011    |
| ------- | ------- | ------- | ------- | ------- | ------- | ------- | ------- | ------- |
| 50 524  | ↗73 477 | ↘39 555 | ↘35 914 | ↗36 458 | ↘31 840 | ↘27 750 | ↘27 302 | ↘27 200 |
| 2012    | 2013    | 2014    | 2015    | 2016    | 2017    | 2018    | 2019    | 2020    |
| ↘26 750 | ↘26 446 | ↘26 056 | ↘25 715 | ↘25 468 | ↘25 146 | ↘24 755 | ↘24 340 | ↘23 917 |
| 2021    |         |         |         |         |         |         |         |         |
| ↘22 296 |         |         |         |         |         |         |         |         |

### Урбанизация
По данным 2006 года в городских условиях проживают около 17 тыс. из 29,4 тыс. человек.

## Административное устройство
5 марта 2014 года Зашижемское сельское поселение и Прозоровское сельское поселение в Зашижемское сельское поселение с административным центром в селе Зашижемье
В Советском районе 116 населённых пунктов в составе 1 городского и 9 сельских поселений:
| №  | Городское и сельские поселения  | Административный центр | Количество населённых пунктов | Население | Площадь, км2 |
| -- | ------------------------------- | ---------------------- | ----------------------------- | --------- | ------------ |
| 1  | Советское городское поселение   | город Советск          | 1                             | 14 626    |              |
| 2  | Греховское сельское поселение   | деревня Грехово        | 10                            | 1092      |              |
| 3  | Зашижемское сельское поселение  | село Зашижемье         | 19                            | 297       |              |
| 4  | Ильинское сельское поселение    | село Ильинск           | 10                            | 931       |              |
| 5  | Кичминское сельское поселение   | село Кичма             | 17                            | 469       |              |
| 6  | Колянурское сельское поселение  | село Колянур           | 16                            | 1161      |              |
| 7  | Лесниковское сельское поселение | деревня Лесниково      | 4                             | 283       |              |
| 8  | Лошкаринское сельское поселение | деревня Лошкари        | 3                             | 326       |              |
| 9  | Мокинское сельское поселение    | село Мокино            | 6                             | 555       |              |
| 10 | Родыгинское сельское поселение  | деревня Родыгино       | 30                            | 2556      |              |

Населённые пункты
В сносках к названию населённого пункта указана административно-территориальная принадлежность

| Советск        | ↘14 626 |
| Родыгино       | 1398    |
| Грехово        | 951     |
| Колянур        | 891     |
| Ильинск        | 794     |
| Кичма          | 560     |
| Мокино         | 437     |
| Лошкари        | 369     |
| Зелёный        | 341     |
| Дуброва        | 310     |
| Новый          | 300     |
| Муша           | 292     |
| Верхопижемье   | 291     |
| Васильково     | 276     |
| Челка          | 270     |
| Лесниково      | 253     |
| Воробьева Гора | 241     |
| Зашижемье      | 218     |
| Кожа           | 170     |
| Васичи         | 167     |
| Борок          | 157     |
| Фокино         | 126     |
| Долбилово      | 118     |
| Прозорово      | 110     |
| Шаваржаки      | 105     |
| Октябрьский    | 98      |
| Решетниково    | 93      |
| Суводь         | 90      |
| Луговая        | 84      |
| Родино         | 84      |
| Завертная      | 79      |
| Инзирино       | 76      |
| Гремеча        | 52      |
| Ваничи         | 50      |
| Большой Низ    | 46      |
| Пирогово       | 46      |
| Бабино         | 44      |
| Голомидово     | 44      |
| Дубовая        | 43      |

| Яны               | 40 |
| Гиблянка          | 37 |
| Нежданово         | 33 |
| Подгорная         | 33 |
| Юрино             | 32 |
| Мочалово          | 30 |
| Ситемка           | 30 |
| Набока-Дуброва    | 29 |
| Волчата           | 24 |
| Атары             | 22 |
| Шарово            | 22 |
| Нефтебаза         | 21 |
| Жолобово          | 20 |
| Баруткино         | 16 |
| Ишлык             | 16 |
| Окольники         | 15 |
| Патруши           | 14 |
| Сенькино          | 14 |
| Шехурдино         | 14 |
| Богомолово        | 12 |
| Большая Курба     | 12 |
| Волчиха           | 12 |
| Скородум          | 11 |
| Зараменье         | 9  |
| Быково            | 8  |
| Жучково           | 8  |
| Криволапотное     | 8  |
| Трактовая Кукушка | 7  |
| Шапталино         | 7  |
| Большое Демино    | 6  |
| Василенки         | 6  |
| Епимахово         | 6  |
| Смутяки           | 6  |
| Метели            | 5  |
| Подновье          | 5  |
| Сосновка          | 5  |
| Ежи               | 4  |
| Запружено         | 4  |
| Коряково          | 4  |

| Аксеново          | 2 |
| Большой Мыс       | 2 |
| Домнинцы          | 2 |
| Дуброва           | 2 |
| Увыл              | 2 |
| Шумково           | 2 |
| Быкотепово        | 1 |
| Верхнее Коропово  | 1 |
| Косогор           | 1 |
| Кошкино           | 1 |
| Кушово            | 1 |
| Нижнее Коропово   | 1 |
| Отары             | 1 |
| Русская Курья     | 1 |
| Серебряный Родник | 1 |
| Устиново          | 1 |
| Шокшата           | 1 |
| Антаки            | 0 |
| Большая Белая     | 0 |
| Дугино            | 0 |
| Жидели            | 0 |
| Журавли           | 0 |
| Зелёновщина       | 0 |
| Карабаево         | 0 |
| Кикиморка         | 0 |
| Костыли           | 0 |
| Кошелево          | 0 |
| Лузенки           | 0 |
| Мальково          | 0 |
| Позмогово         | 0 |
| Полетаевщина      | 0 |
| Потрепухино       | 0 |
| Старый            | 0 |
| Сурнята           | 0 |
| Тараево           | 0 |
| Тарасы            | 0 |
| Хмелевка          | 0 |
| Целищата          | 0 |

## Председатели райисполкома
С 1929 по 1991 годы в райисполкоме председательствовали:
| Ф. И. О.                             | Время замещения должности   |
| ------------------------------------ | --------------------------- |
| Шабалин Федор Матвеевич              | июль 1929 – август 1930     |
| Кондратьев Иван Александрович        | сентябрь 1930 – январь 1933 |
| Семеновых Федор Никитич (Никитьевич) | январь 1933 – июль 1934     |
| Трусов Сергей Григорьевич            | июль – декабрь 1934         |
| Шмелев Николай Иванович              | декабрь 1934 – март 1935    |
| Смирнов Тимофей Тимофеевич           | март 1935 – март 1938       |
| Фролов Сергей Владимирович           | март 1938 – март 1943       |
| Вшивцев Сергей Алексеевич            | март 1943 – ноябрь 1945     |
| Меринов Николай Никонорович          | ноябрь 1945 – октябрь 1950  |
| Котельников Семен Ефимович           | ноябрь 1950 – март 1953     |
| Вахрушев Сергей Степанович           | март 1953 – июль 1955       |
| Шишкин Михаил Ефремович              | июль 1955 – апрель 1958     |
| Гребнев Аркадий Васильевич           | апрель – ноябрь 1958        |
| Волженин Леонид Иванович             | ноябрь 1958 – февраль 1960  |
| Шарин Григорий Павлович              | февраль 1960 – март 1961    |
| Шестаков Василий Владимирович        | март 1961 – декабрь 1962    |
| Сырнев Август Павлович               | декабрь 1962 – январь 1965  |
| Рыков Николай Николаевич             | январь 1965 – июль 1969     |
| Шарин Григорий Павлович              | июль 1969 – май 1977        |
| Петухов Николай Иванович             | май 1977 – июль 1986        |
| Кущ Леонид Иванович                  | июль 1986 – апрель 1990     |
| Кузьминых Анатолий Михайлович        | апрель 1990 – февраль 1991  |
| Тихомиров Владимир Сергеевич         | март – декабрь 1991         |

## Достопримечательности
- Береснятский водопад.
- Комплекс утёсов на Немде.
- Пещера Киров-600.
- Гора Чумбылат.

## Известные люди

### В районе родились
- Ведерников, Александр Филиппович (р. 1927) — оперный певец, народный артист СССР (1976).
- Мальков, Дмитрий Кузьмич (1904—1990) — советский военный деятель, Генерал-лейтенант. Герой Советского Союза.
- Мамаев, Сергей Павлинович (р. 1958) — депутат Государственной Думы ФС РФ шестого созыва, первый секретарь Кировского обкома КПРФ.